# Weezer (The Red Album)
Weezer, även kallat The Red Album, är det amerikanska rockbandet Weezers sjätte studioalbum, utgivet 3 juni 2008.

## Låtlista
Samtliga låtar skrivna av Rivers Cuomo, om annat inte anges.
1. "Troublemaker" - 2:45
2. "The Greatest Man That Ever Lived (Variations on a Shaker Hymn)" - 5:52
3. "Pork and Beans" - 3:09
4. "Heart Songs" - 4:06
5. "Everybody Get Dangerous" - 4:03
6. "Dreamin'" - 5:12
7. "Thought I Knew" (Brian Bell) - 3:02
8. "Cold Dark World" (Rivers Cuomo/Scott Shriner) - 3:51
9. "Automatic" (Patrick Wilson) - 3:08
10. "The Angel and the One" - 6:46

### Bonusspår
US Deluxe Edition
- "Ms. Sweeney" - 4:02
- "Pig" - 4:02
- "The Spider" - 4:43
- "King" - 5:11

iTunes
- "It's Easy"
- "I Can Love"

UK
- "The Weight" (The Band-cover)
- "Life's What You Make It" (Talk Talk-cover)